# Faro della Diga Foranea
Il faro della Diga Foranea è un faro marittimo del mar Ligure che si trova a Viareggio sulla diga foranea all'imboccatura della darsena dell'infrastruttura portuale. Ad alimentazione elettrica e a luce rotante, il faro è dotato di una lampada alogena principale da 1000 W che emette un lampo bianco ogni 5 secondi della portata di 24 miglia nautiche. L'infrastruttura è dotata anche di una lampada LABI di riserva da 100 W e della portata di 18 miglia nautiche che entra in funzione in caso di guasto o malfunzionamento della lampada principale.

## Storia
L'infrastruttura è stata costruita in epoca novecentesca a seguito dell'allargamento del porto, per consentire una migliore e più funzionale illuminazione notturna, visto che l'ampliamento dell'infrastruttura portuale aveva lasciato l'originario faro di Viareggio in posizione più interna e non più adeguata alle proprie funzioni.

## Architettura
Il complesso è costituito da una torre a sezione circolare in muratura bianca alta 30 metri, con galleria interna, che culmina con una terrazza sommitale su cui poggia il tiburio della lanterna metallica, anch'essa bianca a sezione circolare. Lungo il settore della torre rivolto verso il mare si aprono sette finestre quadrangolari, una per ogni piano della struttura.